# Nadomestne enote
Nadomestne enote (tudi tranzitne enote) so po navadi nestalne vojaška enota, ki so sestavljene iz vračajočih ozdravljenih ranjencev, novih rekrutov, odhajajočih veteranov, osebja razpuščenih enot,... z namenom ustvariti hierarhično, urejeno enoto, ki skrbi za to osebje, dokler ni dodeljeno drugih, matičnim enotam.
V primeru velike nuje se lahko nadomestne enote uporabi tudi za boj.